# Apeiba glabra
Pour les articles homonymes, voir Bois de mêche.
Espèce
Synonymes
- Apeiba aspera Aubl.
- Apeiba burchellii Sprague[2]

Classification APG III (2009)
Statut de conservation UICN

 LC  : Préoccupation mineure
Apeiba glabra est une espèce de plantes à fleurs  de la famille des Malvaceae, (ou anciennement des Tiliaceae, selon la classification de Cronquist). C'est un arbre trouvé en Guyane.
En Guyane, on l'appelle peigne-macaque ou bois de mêche (créole).

## Histoire naturelle
En 1775, le botaniste Aublet propose la diagnose suivante : 

« 1. APEIBA (glabra) floribus vireſcentibus fructu aſpero. (Tabula 214.)
Arbor mediocris, trunco duodecim-pedali, ad ſummitatem ramoſo ; ramis & ramusculis glabris, híne & indè ſparſis. Folia ovata, acuminata, glabra, integerrima, brevi petiolata, utrimque viridia. Stipule binæ, breves, decidual. Flores racemoſi ; racemi oppoſiti folio. Corolla ſubviridis; petala ovata, unguiculata, integerrima. Fructus, capſuula depreſſa, orbiculata, coriacea, denticulis minimis, rigidis undique tecta, decem & octo-locularis.
Florebat, fructumque ferebat Maio.
Habitat in monticulis prope amnem Galibienſem.
Nomen Caribamm IVOUYRA. »

« L'APEIBA glabra. (PLANCHE 214.)
Cette eſpèce d'Apeiba eſt un arbre de moyenne grandeur. Son tronc a environ dix a douze pieds de hauteur, ſur huit a dix pouces de diamètre. Son écorce eſt liſſe, mince, verdâtre. Son bois eſt blanc, tendre & très léger. À ſon extrémité ſupérieure il pouſſe des branches grêles, pendantes, qui ſe diviſent en différents rameaux, ſur leſquels ſont placées des feuilles alternes, vertes, liſſes, minces, ovales, entières, terminées en pointe. Elles ont près de leur baſe trois grandes nervures, dont celle du milieu s'étend juſqu'à l'extrémité ſupérieure, & jette quelques nervures latérales. Ces feuilles ſont longues de quatre pouces, larges de deux & plus. Leur pédicule eſt court, grêle dans ſon milieu, un peu charnu a ſon attache. Il eſt garni de deux stipules qui tombent de bonne heure. 
Les fleurs naiſſent ſur une tige placée au ſommet des rameaux, a l'oppoſé d'une feuille, & garnie de deux écailles. Cette tige porte pluſieurs bouquets alternes, dont les pédoncules ont à leur naiſſance deux, trois ou quatre écailles. Ils ſont terminés par le même nombre d'écailles, d'entre leſquelles s'élèvent deux ou trois fleurs. Le pédoncule eſt court. 
Le calice eſt d'une ſeule pièce, diviſé profondément en cinq parties longues, étroites, concaves, charnues & pointues, verdâtres en dedans, couvertes en dehors d'un poil ras, rouſſâtre. 
La corolle eſt à cinq pétales verdâtres, larges, arrondis à leur extrémité ſupérieure, étroits à leur extrémité inférieure, & attaches par un petit onglet au deſſous des étamines : ces pétales ſont de moitié plus courts que les diviſions du calice. 
Les étamines ſont au nombre de quatre-vingt & plus ; leur filet eſt très court. Les anthères ſont très longues, terminées par un petit feuillet pointu, & placées au deſſous de l'ovaire qu'elles entourent. 
Le piſtil eſt un ovaire arrondi, couvert de poils, ſurmonté d'un style courbe dont le stigmate eſt vert, évaſé & creux. 
L'ovaire devient une capsule coriace, brune, chargée ſur toute ſa ſurface de points ſemblables aux dents .d'une lime. Elle eſt ronde, comprimée en deſſus & en deſſous, coupée en travers. On, compte dix-huit loges, formées par autant de membranes. Chaque loge contient un grand nombre de semences menues, attachées a un placenta charnu. 
J'ai trouvé cet arbre au mois de Mai, dans des terreins ou les Galibis avoient eu autrefois des habitations qu'ils ont abandonnées, près la crique appellée de leur nom. 
Les Garipons & les Galibis ſe fervent du bois de cet arbre pour avoir du feu : en frottant l'un contre l'autre avec beaucoup de viteſſe deux morceaux de ce bois arrondis & pointus, ils parviennent bientôt à avoir du feu. C'eſt par rapport a cet uſage que les Créoles lui ont donne le nom de BOIS DE MECHE. Il eſt ſi léger qu'avec une feule main on peut porter un tronc de la groſſeur & longueur décrites ci-deſſus. 
Cet arbre eſt appelle IVOUYRA par les Garipons. »

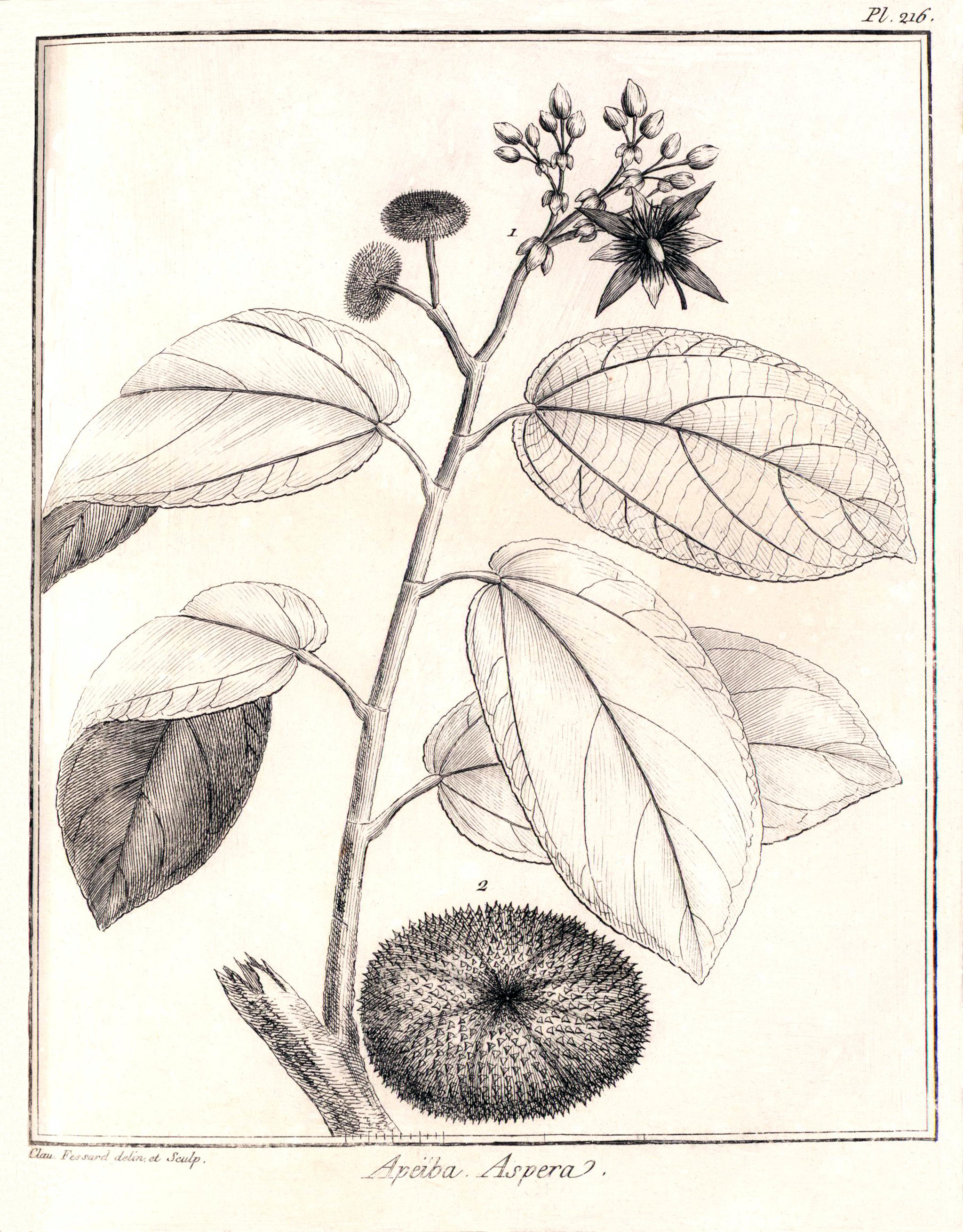
Illustration de Apeiba aspera (=Apeiba glabra) d'après Aublet, 1775 (publication originale). (Pl. 216) Explication de la Planche deux cent seizième. - 1. Écailles. - 2. Capſule.[3].
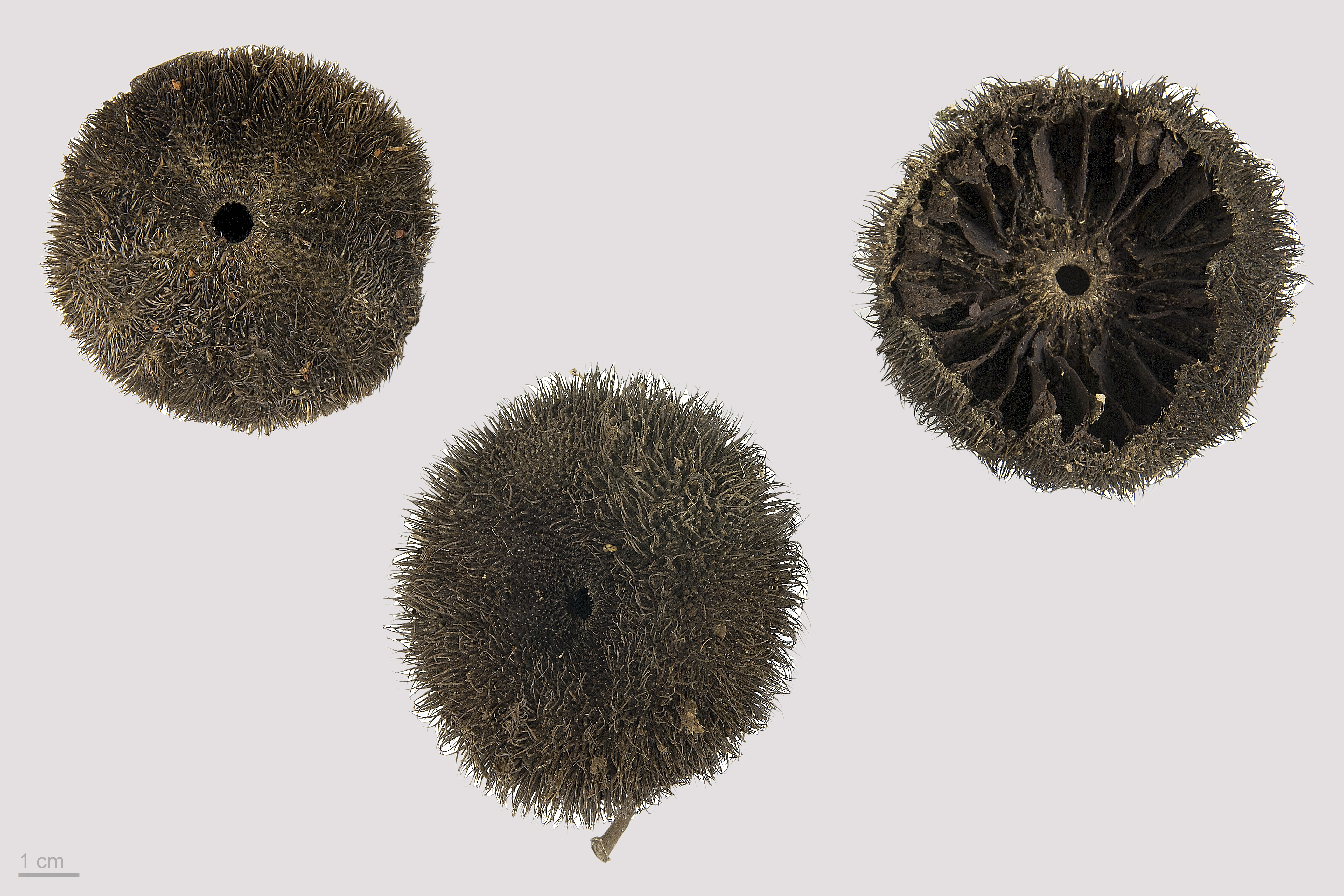
fruit d'Apeiba glabra.